# Bojke
Bojke (cyr. Бојке) – wieś w Czarnogórze, w gminie Ulcinj. W 2011 roku liczyła 161 mieszkańców.